# Filip Grznár
Filip Grznár (* 1. února 1985 Holýšov) je český MMA zápasník a bývalý profesionální kulturista soutěžící ve federaci WBFF. Profesionální kartu získal na soutěži Lee Priest classic v 32 letech – jak v anglických, tak českých organizacích.
Pracuje jako fitness trenér. Chomutovská policie ho navrhovala obžalovat ze dvou trestných činů. Za výhrůžku Romům „vyvraždím to” byl ústeckým soudem nepravomocně odsouzen k patnáctitisícové pokutě.
Ve volbách do Poslanecké sněmovny Parlamentu ČR v roce 2021 kandidoval na 3. místě kandidátky Hnutí Prameny v Plzeňském kraji.

## Získané tituly
- Aminostar Cup 2005 – 1. místo
- Mistrovství Čech 2005 – 1. místo
- Mistrovství Čech 2010 – 1. místo
- Mistrovství Čech 2012 – 1. místo
- GP Pepa Opava 2013 – 4. místo
- Mr. Olympia Amateur Europe 2014 – 5. místo
- Absolutní vítěz Lee Priest classic 2015 – 1. místo[9]
- Mr. Universe Anglie 2015 – 4. místo
- Clash of the Stars 6 2022 – 1. místo

## Zápasové výsledky
| Výsledek | Bilance | Soupeř                         | Metoda      | Událost                                    | Datum              | Kolo | Čas  | Místo                   | Poznámka                        |
| -------- | ------- | ------------------------------ | ----------- | ------------------------------------------ | ------------------ | ---- | ---- | ----------------------- | ------------------------------- |
| Prohra   | 0-1     | Michal Řehák                   | TKO (údery) | XFN 3 - X Fight Nights 10                  | 27. dubna 2017     | 1    | 2:20 | Ústí nad Labem, Česko   |                                 |
| Prohra   | 0-2     | Charles Andrade                | TKO (údery) | XFN 3 - X Fight Nights 3                   | 25. července 2017  | 1    | 0:44 | Praha, Česko            |                                 |
| Výhra    | 1-2     | Jaroslav Oláh                  | TKO         | IAF 3                                      | 13. listopadu 2021 | 2    |      | Praha, Česko            |                                 |
| Výhra    | 2-2     | Michal "Psycho Michal" Peštuka | TKO         | Clash of the Stars                         | 22. ledna 2022     | 1    | 1:27 | Český Těšín             |                                 |
| Výhra    | 3-2     | Adam Josef                     | TKO         | Clash of the Stars: Round 2                | 25.6. 2022         | 1    | 1:34 | Sportovní hala Královka |                                 |
| Výhra    | 4-2     | Aleš "Psychopat" Bejr          | TKO         | Clash of the Stars 3                       | 29. října 2022     | 1    | 1:27 | Sportovní hala Královka |                                 |
| Prohra   | 4-3     | Filip Roubíček                 | TKO         | Clash of the Stars: Episode IV             | 11. března 2023    | 2    | 2:55 | O2 Universum            |                                 |
| Výhra    | 5-3     | Lukáš "Luktuma" Tůma           | TKO         | Clash of the Stars 6: One night in Bangkok | 28. října 2023     | 2    | 2:39 | O2 Universum            | Zápas o titul v polotěžké váze. |
| Výhra    | 6-3     | Martin „Pagy“ Sedlák           | KO          | Fight Night Challenge 8                    | 27. prosince 2024  | 3    |      | O2 Universum            |                                 |